# Jean-René Lemoine
Pour les articles homonymes, voir Lemoine.
Jean-René Lemoine est un dramaturge, directeur de troupe et metteur en scène de théâtre, né le 19 juin 1959 en Haïti (et installé à Paris depuis 1989).
Sa pièce Erzuli Dahomey, déesse de l'amour a reçu le prix SACD de dramaturgie de langue française en 2009. Elle est entrée au répertoire de la Comédie-Française en 2012 (Théâtre du Vieux-Colombier).

## Biographie
Jean-René Lemoine naît en 1959 en Haïti, passe son enfance au Zaïre et son adolescence en Belgique, avant de s'installer à Paris en 1989, où il vit depuis. Il est diplômé du Conservatoire d'Art dramatique de Paris et de l'école Mudra de Maurice Béjart à Bruxelles. Il s'inscrit ensuite à l'institut d'études théâtrales Censier à Paris. Dans sa carrière d'acteur, il travaille avec la compagnie de Lindsay Kemp, comme assistant à l'Union des Théâtres d'Europe et au Théâtre de l'Odéon et collabore régulièrement avec l'Académie Expérimentale.
Son activité de dramaturge théâtral commence en 1985, quand il met en scène le spectacle Les Folies Bergères au Teatro Carcano de Milan. En 2001, il crée le spectacle pour enfants Voyage vers Grand-Rivière et, en 2004, il met en scène Verbó de Giovanni Testori.
Il écrit le roman Compte-rendu d'un vertige et de nombreuses pièces dont : Iphigénie, Portrait d'un couple, Chimères, L'Ode à Scarlett O'Hara, Ecchymose, L'Odeur du noir, Erzuli Dahomey, Le Voyage vers Grand-Rivière et Comédie Française. En 2006, il écrit Face à la mère, inspiré de son enfance et de sa relation avec sa mère décédée prématurément,; le spectacle tourne de novembre 2006 à juin 2008. En 2009, il travaille sur le scénario du téléfilm Moloch Tropical réalisé par Raoul Peck. En 2012 Erzuli Dahomey est mis en scène sous la direction d'Eric Génovèse tandis qu'en 2013 il organise Le Jeu de l'amour et du hasard à Port-au-Prince. En 2014, il crée Médée poème enragé, un monologue qui emprunte la figure du personnage de Médée comme protagoniste. En mars 2016, il travaille avec les élèves du Jeune Théâtre National dans un atelier de théâtre à Liyuan en Chine.
En 2017, il travaille sur Iphigénie sous la direction de Lee Hyun-joo et le spectacle est monté pendant le Festival d'Avignon et, en septembre de la même année, il joue dans Le Marchand de Venise de William Shakespeare mis en scène par Jacques Vincey. En novembre 2019, il met en scène la comédie Vents contraires à la MC93 de Bobigny qui tourne jusqu'en 2020. Toujours en tant qu'acteur, en novembre 2020, il joue dans Born Bad de Debbie Tucker Green (en).

## Publications
- L'Adoration, Carnières, éditions Lansman, coll. « Théâtre à l'affiche », 2003, 35 p.  (ISBN 978-2-87282-387-1)
- Ecchymose, Besançon, Les Solitaires Intempestifs, coll. « Bleue », 2005, 48 p.  (ISBN 978-2-84681-137-8)
- Face à la mère, Besançon, Les Solitaires Intempestifs, coll. « Bleue », 2006, 64 p.  (ISBN 978-2-84681-176-7)
- Erzuli Dahomey, déesse de l'amour, Besançon, Les Solitaires Intempestifs, coll. « Bleue », 2009, 96 p.  (ISBN 978-2-84681-267-2). Prix SACD de la dramaturgie francophone 2009
- Iphigénie, suivi de In memoriam, Besançon, Les Solitaires Intempestifs, coll. « Bleue », 2012, 64 p.  (ISBN 978-2-84681-313-6)
- Médée poème enragé (suivi de) Atlantides, Les Solitaires Intempestifs, coll. « Bleue », 2013, 80 p. [13] (ISBN 978-2-84681-521-5)
- Atlantides (suivi de) Le Voyage vers Grand-Rivière, Les Solitaires Intempestifs, coll. « Jeunesse », 2014, 64 p.[14]  (ISBN 978-2-84681-436-2)
- Vents contraires, Les Solitaires Intempestifs, coll. « Bleue », 2016, 96 p.[15]

## Filmographie

### Cinéma

#### Acteur
- 1984 : Cendrillon 80 de Roberto Malenotti
- 1985 : Miranda  de Tinto Brass
- 1992 : Così fan tutte de Tinto Brass
- 2001 : Confession d'un dragueur d'Alain Soral
- 2017 : Jeune Femme de Léonor Serraille[16]

#### Scénariste
- 2001 : Moloch Tropical de Raoul Peck

### Télévision
- 1987 : Ellepi de Roberto Malenotti (téléfilm)
- 2012 : 28' (série télévisée, 1 épisode)